# Diadelia iners
Diadelia iners là một loài bọ cánh cứng trong họ Cerambycidae.